# Lauterbach (Rügen)
Lauterbach est un village qui fait partie de la commune de Putbus sur l’île de Rügen. Il compte environ 500 habitants.

## Histoire
En 1816, le prince Guillaume Malte Ier de Putbus etablit la première station balnéaire de l’île, mais du caractère provisoire, sur la plage de Neuendorf à l'ouest du futur port. La place est nommée après la famille de l’épouse du prince, Sophie née von Lauterbach. En 1816/17, un établissement de bains de style classiciste est construit vers l’est, dans la forêt de Goor.
En 1819 une usine de papier est construit entre Goor et Neuendorf. En 1834 une débarcadère est construite dans la baie à l’est de Neuendorf où les eaux sont plus calmes. Entre 1833 et 1836 les premières habitations sont construites, et en 1840 Lauterbach est mentionné pour la première fois dans un document. À cette époque la colonie compte sept maisons. La débarcadère reçoit des bateux de Stettin, Stralsund et de la Suède. Même si la fréquentation des bains diminue, ils restent économiquement déterminantes au même titre que la pêche, le commerce et la construction des bateaux. Le port est construit en 1901/1902.

## Transport
Le port de Lauterbach est principalement utilisé pour la navigation de plaisance et de passagers. Il y a une liaison par bateau avec l’île de Vilm.
Le chemin de fer der Bergen est achevé en 1890. Il y a aussi un embranchement vers la débarcadère qui est regulièrement utilisé jusqu’à 1945. En 1998 la halte Lauterbach Mole est ouverte sur l’embarcadère, et la station de Lauterbach est fermée entre 1998 et 2006. En 1999 la ligne à voie étroite de Göhren est prolongée par une voie à trois rails de Putbus jusqu’au nouveau terminus.

## Économie
Les résidents sont engagés dans la pêche et la construction de bateaux. Il y a plusieurs établissements hôteliers et gastronomiques à Lauterbach. Le port est important pour l'économie locale.